# جون بلاكلي
جون بلاكلي (John Blackley) (مواليد 12 مايو 1948) هو لاعب كرة قدم. يلعب مع منتخب اسكتلندا لكرة القدم. سبق له أن لعب في كأس العالم لكرة القدم مع منتخب بلاده.

## مسيرته الكروية
لعب جون بلاكلي خلال مسيرته الاحترافية مع 4 أندية في تسعة عشر موسمًا وسجل خلالها 6 أهداف ضمن 417 مباراة. ولم يفز بأي موسم بالكأس أو بالدوري.
خاض جون بلاكلي مسيرته مع نادي هيبرنيان في موسم 1967–68 في المرة الأولى ليلعب معه أحد عشر موسمًا ثم في موسم 1983–84 لمدة موسم واحد، مشاركًا طوالها في 280 مباراة سجل خلالها 6 أهداف. ثم انتقل إلى نادي نيوكاسل يونايتد في موسم 1977–78 ولمدة موسمين، حيث شارك في 46 مباراة ولم يسجل أي هدف. لينتقل بعدها إلى نادي بريستون نورث إيند في موسم 1979–80 واستمر معه طيلة ثلاثة مواسم، مشاركًا في 53 مباراة ولم يسجل أي هدف أيضًا. ثم انتقل إلى نادي هاميلتون أكاديميكال في موسم 1981–82 ولمدة موسمين، مشاركًا في 38 مباراة ولم يسجل أي هدف أيضًا.

## وصلات خارجية
- جون بلاكلي على موقع قاعدة بيانات كرة القدم.إي يو (الإنجليزية)
- جون بلاكلي على موقع ناشيونال فوتبول تيمز (الإنجليزية)